# Paracosmo

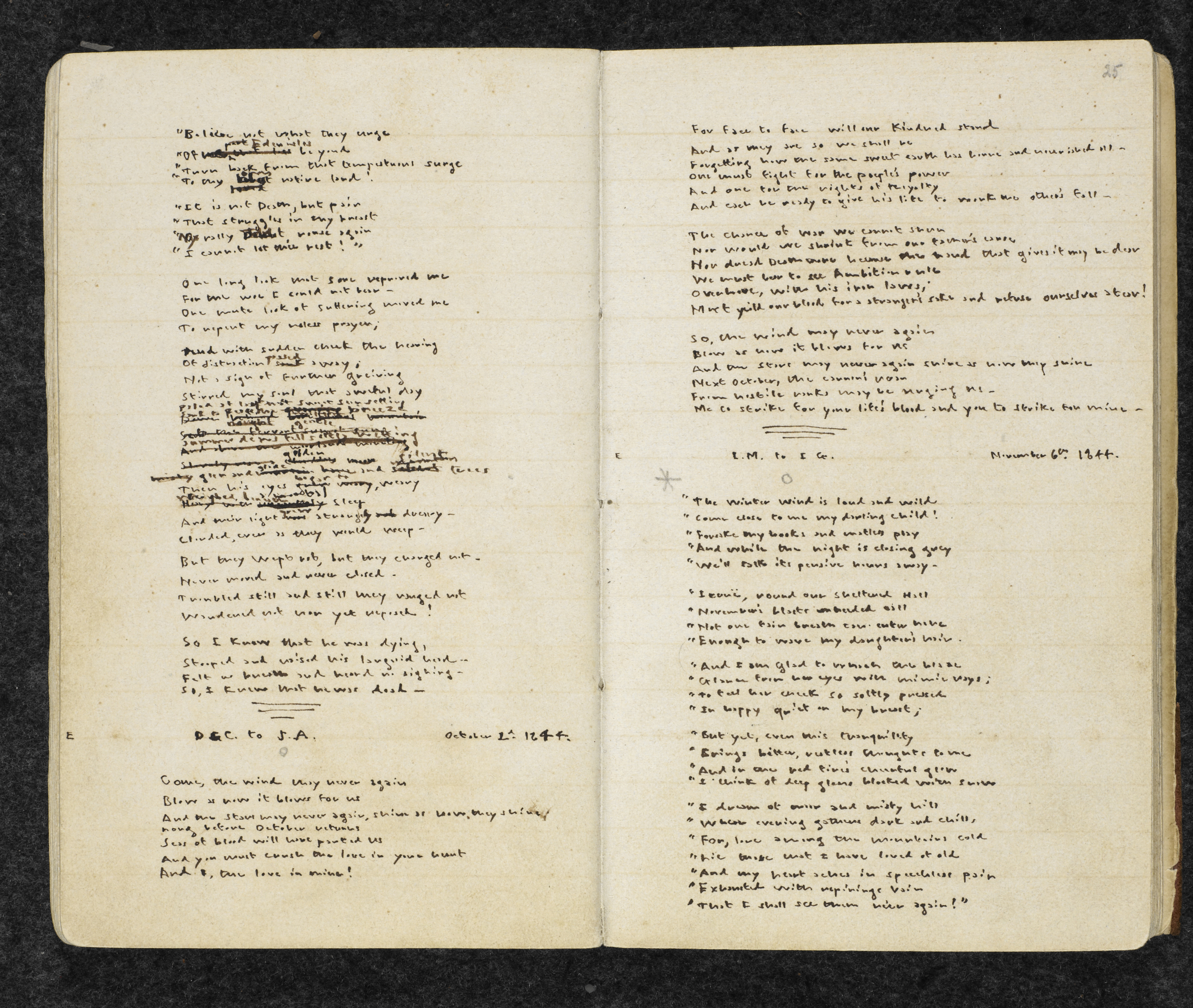
Manuscrito de Emily Brontë que contém poemas sobre Gondal, um paracosmo.

Um paracosmo é um detalhado mundo imaginário. Paracosmos são pensados geralmente tendo origem na infância e têm um ou diversos criadores. O criador de um parcosmo tem uma relação complexa e de profundo sentimento com seu universo subjetivo, o qual pode incorporar elementos do mundo real ou personagens e convenções imaginárias. Comumente apresentam geografia, história e linguagem próprias, sendo experiência essa frequentemente desenvolvida durante a infância e continuando por um longo período de tempo, meses ou até anos, sendo uma sofisticada realidade que pode adentrar à fase adulta.

## Origem e uso
O conceito foi inicialmente descrito pelo pelo pesquisador da BBC, Robert Silvey, com pesquisas posteriores do psiquiatra britânico Stephen A. MacKeith, e do psicólogo britânico David Cohen. O termo "paracosmo" foi cunhado por Ben Vincent, um participante em 1976 do estudo de Silvey e um paracosmista autodeclarado.
Os psiquiatras Delmont Morrison e Shirley Morrison mencionaram paracosmos e "fantasias paracósmicas" no livro Memories of Loss and Dreams of Perfection (tradução literal: "Memórias da Perda e Sonhos da Perfeição"), no contexto de pessoas que sofreram a morte de pessoas amadas ou tragédias na infância. Para essas pessoas, a função paracósmica serviu como meio a fim de processar ou entender suas perdas precoces. Eles citaram James M. Barrie, Isak Dinesen e Emily Brontë como exemplos de pessoas que criaram paracosmos após a morte de seus familiares.
Marjorie Taylor é outra psicóloga do desenvolvimento infantil que explorou paracosmos como parte de um estudo sobre amigos imaginários. No ensaio de Adam Gopnik, "Bumping Into Mr. Ravioli" (tradução literal: "Esbarrando com o Sr. Ravioli"), ele consultou sua irmã, uma psicóloga infantil, sobre a amiga imaginária de sua filha de três anos. Ele conheceu as ideias de Taylor e elaborou que crianças inventam paracosmos como meios de orientarem a si próprias na realidade. Similarmente, a estudiosa da criatividade Michele Root-Bernstein discute sobre a invenção de um mundo imaginário de sua filha, que durou por mais de uma década, no livro de 2014, "Inventing Imaginary Worlds: From Childhood Play to Adult Creativity" (tradução literal: "Inventando Mundos Imaginários: Da Brincadeira Infantil à Creatividade Adulta").
Paracosmos também são mencionados em artigos sobre tipos de criatividade infantil e de solução de problemas. Alguns estudiosos acreditam que o paracosmo é um indicador de inteligência elevada. Um estudo da Michigan State University conduzido por Root-Bernstein revelou que muitos dos que receberam bolsas do Programa de Bolsas MacArthur tiveram paracosmos em suas infâncias, sendo envolvidos no que ela chama de worldplay. Esses estudantes tiveram duas vezes mais propensão a ter na infância o engajamento ao worldplay em relação a todos os graduandos da Michigan State University. Eles também se mostraram significantemente mais propensos que os demais estudantes da MSU a reconhecerem aspectos do worldplay em suas vidas profissionais adultas. Sem dúvidas, o jogo do paracosmo é reconhecido como um dos indicadores de altos níveis de criatividade, que agora é identificada como tão importante quanto a inteligência pelos educadores. Em um artigo presente no International Handbook on Giftedness (tradução literal: "Manual Internacional sobre Superdotação"), Root-Bernstein escreveu sobre brincadeiras e jogos envolvendo paracosmo na infância constituírem indicador de considerável potencial criativo, que pode "servir como suplemento para indicadores objetivos de superdotação intelectual ... bem como para indicadores subjetivos de superior talento técnico". É também existente um capítulo sobre jogos do paracosmo no livro de 2013 Children, Childhood and Cultural Heritage (tradução literal: "Crianças, Infância e Herança Cultural"), escrito por Crhstine Alexander. Ela enxerga isso e - juntamente com escrita independente - chega na conclusão de que são tentativas de crianças em criarem agências para elas mesmas.
Paracosmos são um dos assuntos de interesse para o campo emergente da literatura juvenil, estudando obras infantis tanto de autores conhecidos como de menos conhecidos. Joetta Harty em seu ensaio "Imagining the Nation, Imagining an Empire: A Tour of Nineteenth-Century British Paracosmos" (tradução literal: "Imaginando a Nação, Imaginando um Império: Uma Jornada pelos Paracosmos Britânicos do Século XIX") contextualiza os paracosmos das crianças britâncias do século XIX - incluindo Família Brontë, o Gombroon de Thomas de Quincey e Ejuxria de Hartley Coleridge -, com eventos do presente.

## Exemplos
Exemplos de paracosmos incluem:
- Terra Média, o mundo de fantasia altamente detalhado criado por J. R. R. Tolkien, conforme expresso em suas obras Senhor dos Anéis e O Hobbit, bem como o extenso corpo de escritos publicados postumamente contendo histórias ficcionais, linguagens e outros materiais de referência. Tolkien esteve inventando linguagens desde seus anos de adolescência, apenas posteriormente imaginando pessoas que falariam essas ou seu ambiente.[12][13]
- Gondal, Angria e Gaaldine, os reinos de fantasia criados e escritos ainda na infância por Emilly, Anne e Charlotte Brontë, e seu irmão Branwell, e bem mantidos também na vida adulta. Esses reinos são especialmente referenciados como paracosmos em muitos trabalhos acadêmicos.[1][14][15][16][17][18]
- Pamela Russell, Chefe em Educação e Andre W. Mellon, Curador de Programas Acadêmicos do Mead Art Museum no Amherst College, utilizam especificamente a palavra "paracosmo" para descrever o mundo imaginário criado por Goshen, adolescentes de New Hampshire Walter, Arthur e Elmer Nelson nos anos 80 e mesclados em uma coleção de livros em miniatura.[19][20]
- K. C. Remington escreveu mais de vinte livros da série Webbster and Button Children's Stories (tradução literal: "Histórias Infantis de Webbster e Button"), dentro de um paracosmo chamado Grandes Árvores Verdes.[21]
- Hartley Coleridge criou e manteve a terra de Ejuxria por toda sua vida.[22]
- Islandia, de Austin Tappan Wright iniciou como um paracosmo de infância.
- M.A.R. Barker começou a desenvolver Tekumel aos dez anos de idade.
- Ed Greenwood (nascido em 1959) começou a escrever histórias sobre Forgotten Realms como criança, começando por volta de1967; foi o seu "espaço dos sonhos para histórias de espadas e feitiçaria".[23]
- Borovnia, o reino de fantasia criado por Juliet Hulme e Pauline Parker no meio de suas adolescências, conforme retratado no filme Heavenly Creatures.[24]
- As Fourlands, mundo do autor de fantasia moderno Steph Swainston é outro exemplo de paracosmo da primeira infância.[25]
- Henry Darger começou a escrever sobre os Reinos do Irreal na sua adolescência tardia e continuou a escrever sobre e ilustrá-los por décadas.
- Discworld, de Terry Pratchett, detalhado em mais de 33 livros, é considerado um paracosmo extremamente detalhado.[26]
- Joanne Greenberg criou um paracosmo chamado Iria ainda enquanto jovem, e descreveu-o para Frieda Fromm-Reichmann quando estava hospitalizada em Chestnut Lodge. Fromm-Reichmann escreveu sobre isso em seu artigo para o Jornal Estadunidense de Psiquiatria (tradução literal para American Journal of Psychiatry);[27] Greenberg também escreveu sobre isso quando tratou do Reino de Yr ("Kingdom of Yr") em seu romance I Never Promised You a Rose Garden ("Eu Nunca Prometi a Você um Jardim de Rosas").[28]
- Ainda criança, o romancista C. S. Lewis e seu irmão Warren Lewis juntos criaram um paracosmo chamado Boxen que foi por sua vez uma combinação dos seus respectivos paracosmos privados Animal-Land e India. Lewis posteriormente baseou-se em Animal-Land para criar a terra de fantasia de Nárnia, a qual escreveu sobre em The Chronicles of Narnia.[29]
- O documentário Marwencol tem foco em uma cidade imaginária criada pelo artista Mark Hogancamp como uma forma de terapia para o trauma e a lesão cerebral que lhe acometeram após um violento ataque.
- Outros paracosmistas são listados no Inventing Imaginary Worlds: From Childhood Play to Adult Creativity Across the Arts and Sciences (tradução literal: "Inventando Mundos Imaginários: da Brincadeira de Criança à Creatividade Adulta Através das Artes e das Ciências") de Root-Bernstein, 2014, e em seu website relacionado, Inventing Imaginary Worlds.[1]